# Bataille de Kunfuda
Guerre italo-turque (1911-1912)
La bataille de Kunfuda est une bataille navale livrée les 7 et 8 janvier 1912, pendant la guerre italo-turque (1911-1912), en mer Rouge, devant le port de Kunfuda, en Arabie saoudite.

## La situation navale en mer Rouge
Afin de protéger sa colonie de l'Érythrée d'une attaque éventuelle des 20 000 soldats ottomans stationnés au Yémen et d'empêcher tout envoi par la Turquie de renforts ou de ravitaillement en Libye par le biais de la mer Rouge, l'Italie envoie dans la région les croiseurs Piemonte, Calabria et Puglia ainsi que les torpilleurs Artigliere et Garibaldino, qui viennent renforcer la canonnière Volturno et les avisos Stafetta et Aretusa, déjà présents sur place. Cette division assure à l'Italie la suprématie navale dans le secteur, alors surtout que les Ottomans n'ont guère que des canonnières, des ferrys et des yachts armés à lui opposer, qui sont rapidement mis hors de combat. Cependant, fin décembre 1911, le capitaine de vaisseau Cerrina Feroni, commandant de l'escadre italienne, apprend que sept canonnières turques mouillent dans les eaux des îles Farasan. Ces canonnières  proviennent du golfe Persique et doivent rejoindre Suez, mais la capture par les Italiens de leur navire de ravitaillement en charbon, le Kaiserieh, les ont contraintes d'interrompre leur périple le long des côtes d'Arabie. Feroni ignore que ces bâtiments, à court de combustible, sont immobilisés et quasi-inoffensifs. Il présume au contraire qu'ils sont rassemblés pour attaquer l'Érythrée. Il décide donc d'aller à leur rencontre pour les anéantir.

## La bataille
Le 1er janvier, les croiseurs Piemonte, Puglia et Calabria, ainsi que les torpilleurs  Artigliere et Garibaldino quittent Massaoua et partent à la recherche de la flottille turque. L'escadre se divise, le Calabria et le Puglia longeant la côte par le sud, attaquant au passage les ports de Djebel-Tair, Loheja et Midy, alors que le Piemonte et les deux torpilleurs, inspectent le nord en partant de Djeddah. Plus rapide, les torpilleurs prennent de l'avance sur le croiseur et dans l'après-midi du 7 janvier, ils découvrent les navires turcs, à l'ancre, dans le port de Kunfuda. Il y a six canonnières (Ayintab, Ordu, Bafra, Refahiye, Kastamonu et Gokcedag), un gros remorqueur (Muha) et un yacht (appelé selon les sources consultées tantôt Sipka, tantôt Fuad).
Immédiatement les deux torpilleurs ouvrent le feu. Les bâtiments turcs, commandés par Hamid Bey, répliquent aussitôt. La bataille est alors à peu près équilibrée car si les torpilleurs ont l'avantage de l'armement et du mouvement, les Turcs ont de leur côté la supériorité numérique. Cet équilibre relatif est rompu lorsque survient le Piemonte (Capitano di corvetta Palladini). Ses canons entrent en action contre les navires adverses quasiment immobiles et les touchent les uns après les autres. Des pièces d'artillerie terrestres ottomanes tentent vainement de soutenir l'effort des canonnières qui luttent courageusement. La tombée du jour interrompt la bataille ; les équipages survivants en profitent pour abandonner les navires transformés en épave et gagnent la terre. Au matin, les Italiens recommencent à tirer et finissent de détruire les canonnières, puis ils bombardent la ville. Les Turcs, totalement battus, ne sont plus en mesure de résister de quelque façon que ce soit.
Leur œuvre de destruction accomplie, les bâtiments italiens reprennent la route de Massaoua ; ils emmènent avec eux quatre boutres chargés de ravitaillement, dont ils se sont emparés ainsi que le yacht, qui n'est que légèrement avarié, et qui sera rebaptisé Cunfida.

## Les conséquences
La bataille de Kunfuda est un succès total pour la marine italienne, qui ne déplore aucune perte. D'une manière générale, le conflit italo-turc a donné l'occasion à la marine italienne d'exorciser le complexe lié à la défaite de Lissa subie face à l'Autriche en 1866 et de rapporter la preuve de la bonne qualité de ses navires et de ses équipages. Ainsi, presque toutes les missions qui lui ont été dévolues, qu'elles soient logistiques ou de combat, ont été menées à bien. Il convient, cependant de souligner que l’Empire ottoman s'est, de son côté, systématiquement gardée de lui opposer ses grands bâtiments et qu'elle a tout fait pour éviter une confrontation navale de grande ampleur, qui n'a donc jamais eu lieu.

## Sources
- La guerre italo-turque de 1911-1912, revue maritime, 2e trimestre 1912.
- Achille Rastelli, les opérations navales durant la guerre de 1911 entre l'Italie et la Turquie, revue Navires et Histoire, numéros 22 et 23, février et mars 2004
- Guy le Moing, Les 600 plus grandes batailles navales de l'histoire, Rennes, Marines, 2011, 619 p. (ISBN 978-2-357-43077-8)